# Szojuz–15
A Szojuz–15 (oroszul: Союз–15) szovjet Szojuz 7K–T típusú űrhajó, mely a második személyzetet szállította a Szaljut–3 katonai űrállomásra.

## Küldetés
Fő feladat a teljes automatizált dokkolás végrehajtása a Szaljut–3 (más néven Almaz–2) űrállomáshoz.  A tervek szerint a személyzet egy hónapig maradt volna az űrállomáson. Az Igla dokkolórendszer hibája miatt a művelet több próbálkozás után sem sikerült, ezért az űrhajósoknak vissza kellett térniük a Földre éjszakai körülmények között.

## Jellemzői
A Központi Kísérleti Gépgyártási Tervezőirodában (CKBEM) kifejlesztett és gyártott kétszemélyes Szojuz 7K–T típusú űrhajó.
1974. augusztus 26-án a Bajkonuri űrrepülőtérről egy Szojuz hordozórakéta (11А511) juttatta alacsony Föld körüli pályára. Az orbitális egység pályája 88,5 perces, 51,6 fokos hajlásszögű, elliptikus pálya-perigeuma 173 km, apogeuma 236 km volt. Teljes tömege 6760 kg. Összesen 2 napot,  12 percet és 11 másodpercet töltött a világűrben. Összesen 32 alkalommal kerülte meg a Földet. Műszaki hiba miatt, többszöri próbálkozás után csak 40 méterre tudta megközelíteni a Szaljut–3 űrállomást. Az űrhajó akkumulátorainak 48 órás energiatartaléka és a manuális dokkoláshoz elégtelen mennyiségű üzemanyag miatt vissza kellett térnie a Földre.
Augusztus 28-án belépett a légkörbe, a leszállás hagyományos módon, ejtőernyővel történt, Celinográdtól 48 km délnyugatra ért Földet.

## Személyzet
- Gennagyij Szarafanov, parancsnok
- Lev Gyomin, fedélzeti mérnök

## Tartalék személyzet
- Borisz Volinov, parancsnok
- Vitalij Zsolobov, fedélzeti mérnök

## Mentőszemélyzet
- Vjacseszlav Zudov parancsnok
- Valerij Rozsgyesztvenszkij fedélzeti mérnök